# Юбарі (Хоккайдо)

43°3′25″ пн. ш. 141°58′26″ сх. д. / 43.05694° пн. ш. 141.97389° сх. д.
Ю́барі (яп. 夕張市, ゆうばりし, МФА: [juːbaɾʲi ɕi̥]) — місто в Японії, в окрузі Сораті префектури Хоккайдо.

## Короткі відомості
Розташоване в центральній частині префектури, біля західного підніжжя гірського масиву Юбарі. Історично місто було відоме вугільними шахтами Юбарі і тривалий час розвивалося як центр вугільної промисловості. В часи розквіту кількість жителів перевищувала 100 тисяч осіб. Однак з 1970-х років, після переходу японської економіки на споживання нафти та газу, сильно занепало. З кінця 1990-х років основою економіки є сільське господарство, вирощування динь. Станом на 1 жовтня 2008 року площа міста становила 763,20 км². Станом на 31 березня 2017 населення міста становило 8651 осіб.